# Fichtenspan-Reaktion
Die Fichtenspan-Reaktion ist ein qualitativer Nachweis für Pyrrolderivate, wie Indol und auch Furan.
Ein mit Salzsäure befeuchteter Fichtenspan färbt sich mit Dämpfen von Pyrrol und seinen Derivaten (z. B. Indol) rot; daher die Namensgebung (griech.: pyrros: feuerrot, lat.: oleum: Öl). Mit monosubstituierten Furanen mit kurzer Alkylkette erfolgt eine Grünfärbung, höher substituierte färben permanganatrot, mit Wasser blau bzw. rotviolett.